# Syrphoidea
Syrphoidea là một đại gia đình của ruồi, theo phân loại hiện nay gồm 2 họ, một trong số đó là Họ Ruồi giả ong, chiếm số lượng lớn trong các loài ruồi thông thường và phổ biến nhất.

## Phân loại
Syrphoidea
- Họ Pipunculidae
  - Phân họ Chalarinae
    -       - Chi Chalarus
      - Chi Jassidophaga
      - Chi Verrallia

  - Phân họ Nephrocerinae
    -       - Chi Nephrocerus
      - Chi Protonephrocerus
      - Chi †Metanephrocerus

  - Phân họ Pipunculinae
    -       - Chi Allomethus – Amazunculus – Basileunculus – Cephalops – Cephalosphaera – Claraeola – Claraeosphaera – Clistoabdominalis – Collinias – Dasydorylas – Dorylomorpha – Elmohardyia – Eudorylas – Microcephalops – Pipunculus – Tomosvaryella – †Priabona
- Họ Syrphidae
  - Phân họ Eristalinae
    - Tông Brachyopini - Calliceratini - Cerioidini - Eristalini - Merodontini - Milesiini - Pipizini - Rhingiini - Volucellini

  - Phân họ Microdontinae
    -       - Chi Afromicrodon – Archimicrodon – Aristosyrphus – Bardistopus – Carreramyia – Ceratophya – Ceratrichomyia – Ceriomicrodon – Cervicorniphora – Chrysidimyia – Domodon – Furcantenna – Heliodon – Hypselosyrphus – Indascia – Kryptopyga – Laetodon – Masarygus – Menidon – Mermerizon – Metadon – Microdon – Mixogaster – Oligeriops – Omegasyrphus – Paragodon – Paramicrodon – Paramixogaster – Parocyptamus – Peradon – Piruwa – Pseudomicrodon – Ptilobactrum – Rhoga – Rhopalosyrphus – Schizoceratomyia – Serichlamys – Spheginobaccha – Stipomorpha – Sulcodon – Surimyia – Thompsodon – Ubristes Nomina dubia (2): Ceratoconcha – Nothomicrodon

  - Phân họ Syrphinae
    - Tông Bacchini - Paragini - Syrphini - Toxomerini

## Hình ảnh

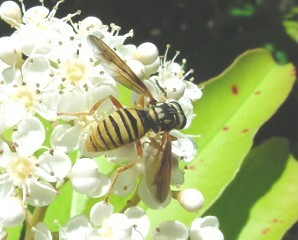
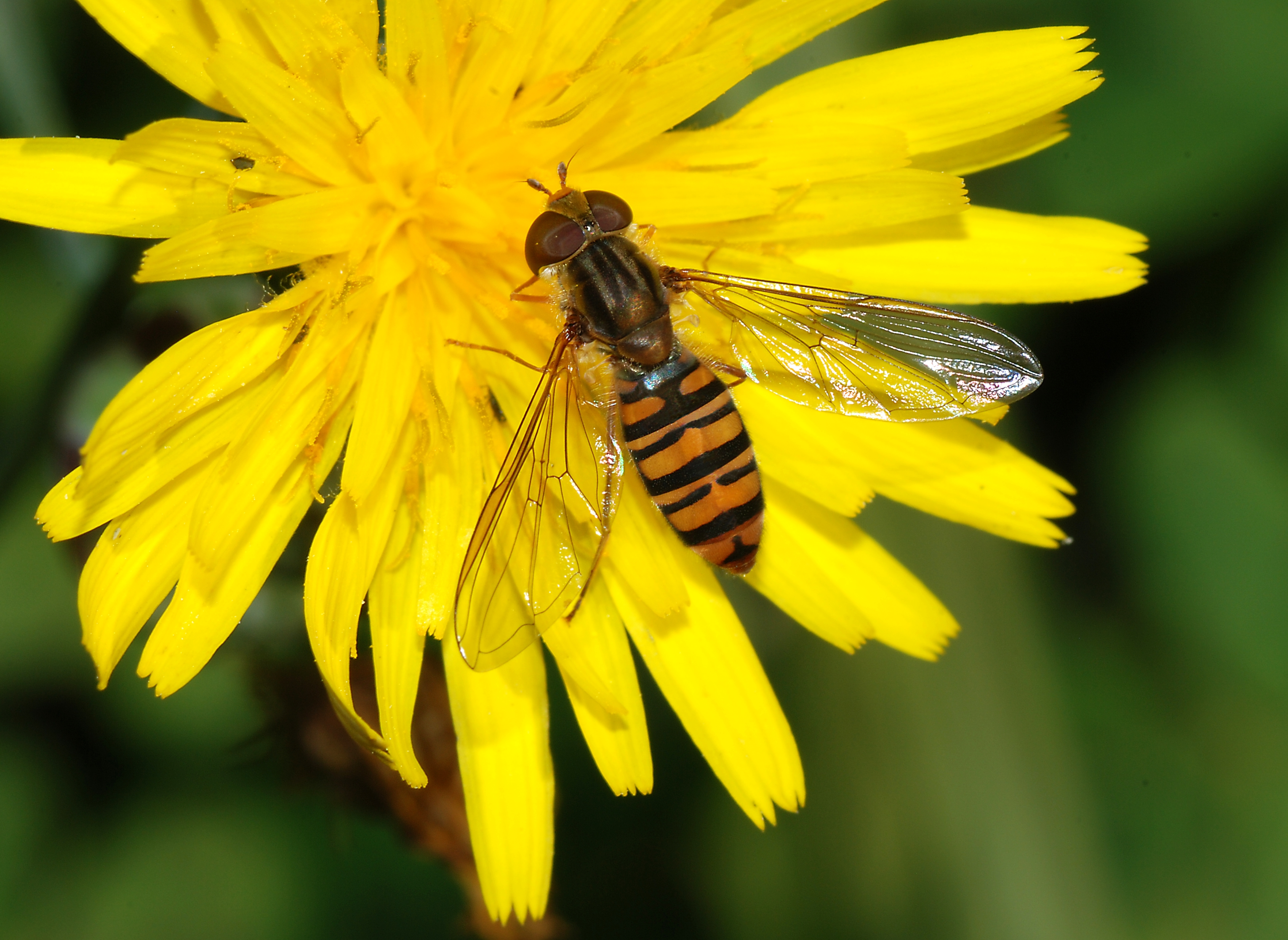
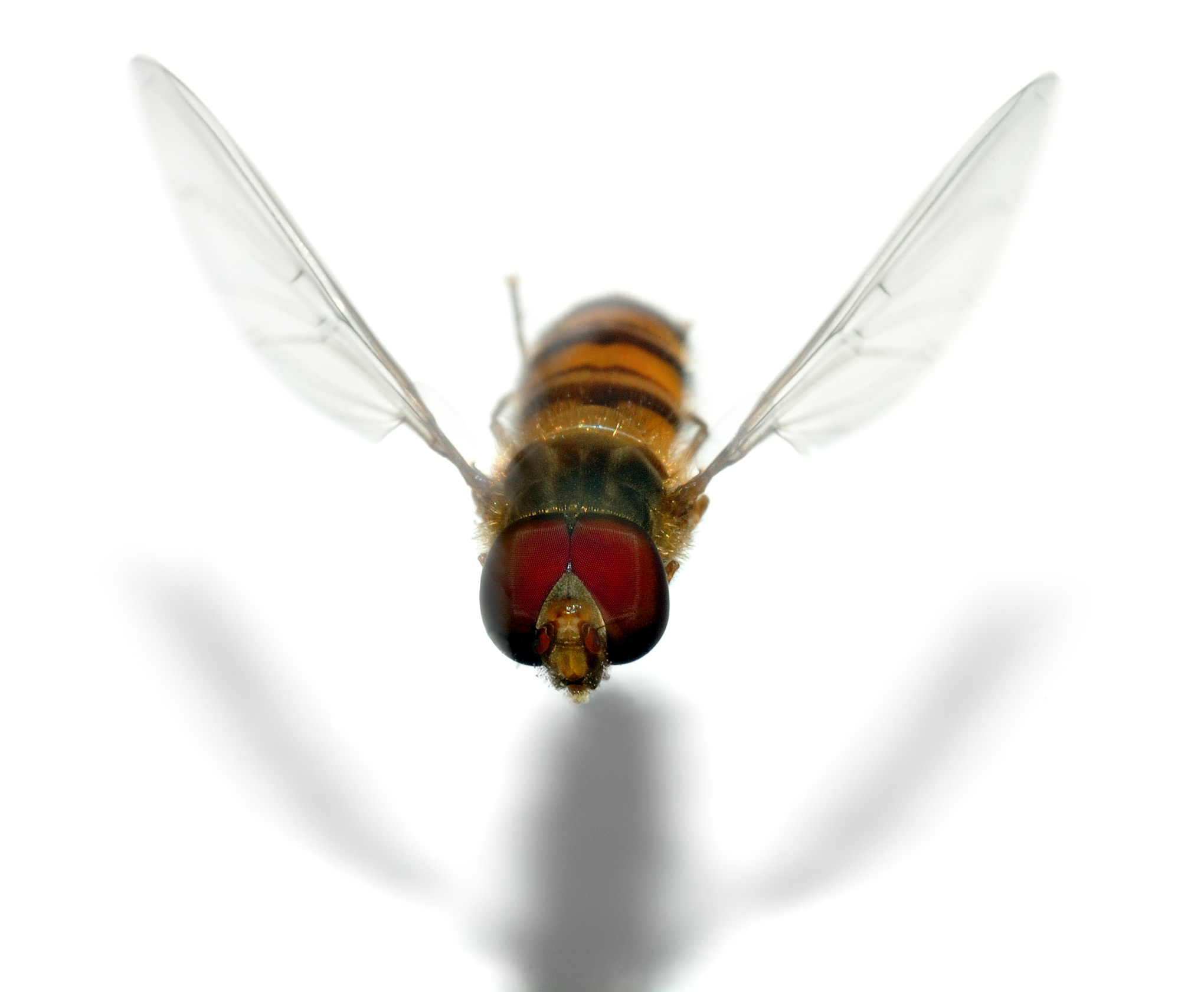